# Vicky Hartzler
Vicky Jo Hartzler wcześniej Vicky Jo Zellmer (ur. 13 października 1960 w Harrisonville) – amerykańska polityczka, członkini Partii Republikańskiej.

## Działalność polityczna
Od 1995 do 2001 zasiadała w stanowej Izbie Reprezentantów Missouri. W latach 2011–2023 była przedstawicielką 4. okręgu wyborczego w stanie Missouri w Izbie Reprezentantów Stanów Zjednoczonych.